# Vol Aeroflot 331
Le 27 mai 1977, un Iliouchine Il-62 effectuant le vol Aeroflot 331, un vol régulier international reliant Moscou, en Russie, à La Havane, à Cuba, avec deux escales intermédiaires prévues à Francfort et Lisbonne, s'est écrasé lors de l'approche finale par mauvais temps, à environ 1 km de l'aéroport international José-Martí. Seules deux des 69 personnes à bord de l'appareil ont survécu au crash.

## Avion
L'appareil impliqué est un Iliouchine Il-62M, immatriculé CCCP-86614 et exploité par la Direction de l'aviation civile internationale d'Aeroflot. Au moment de l'accident, il totalise 5 549 heures de vol et 1 144 cycles de vol (décollage/atterrissage). L'avion a été livré neuf à Aeroflot en 1975, deux ans avant l'accident.

## Passagers et équipage
Lors de l'escale à Lisbonne, un nouvel équipage a pris les commandes de l'avion. L'équipage du vol 331, composé de cinq hommes, comprend le commandant de bord Viktor Orlov, le copilote Vasily Shevelev, le navigateur Anatoly Vorobyov, le mécanicien navigant Yuri Suslov et l'opérateur radio Evgeniy Pankov. Cinq membres du personnel navigant commercial se trouvent également à bord de l'avion.
| Nationalité          | Passagers | Équipage | Total |
| -------------------- | --------- | -------- | ----- |
| Union soviétique     | 28        | 10       | 38    |
| Royaume-Uni          | 12        | 0        | 12    |
| Cuba                 | 8         | 0        | 8     |
| Suède                | 3         | 0        | 3     |
| Australie            | 2         | 0        | 2     |
| Guinée-Bissau        | 2         | 0        | 2     |
| Allemagne de l'Ouest | 2         | 0        | 2     |
| Mexique              | 1         | 0        | 1     |
| Pays-Bas             | 1         | 0        | 1     |
| Total                | 59        | 10       | 69    |

## Accident
À 03h32, le vol 331 a décollé de l'aéroport de Lisbonne et est monté à 35 000 pieds (11 000 m). Lors de l'approche sur La Havane, l'équipage a signalé avoir reçu de fausses lectures d'altitude et de pression atmosphérique. Ils ont ensuite obtenu l'autorisation de descendre de 35 000 à 15 000 pieds (10 700 à 4 600 m), suivie d'une descente à 3 000 pieds (910 m).
À ce moment-là, des cumulus sont présents dans la zone autour de l'aéroport et la visibilité est de 8 km, avec un brouillard dense à une altitude de 130 pieds (40 mètres).
À 8h45 heure locale, à 1270 mètres de la piste, l'équipage a repéré plusieurs lignes à haute tension, situées à une hauteur de 28 mètres, et a tenté de les éviter en cabrant le nez de l'avion. Cependant, à une hauteur de 23-25 mètres, l'appareil a coupé les quatre lignes électriques, qui ont arraché le stabilisateur et les volets extérieurs de l'aile droite. Les dommages subi par l'avion l'ont amené à fortement s'incliner (environ 70 °) vers la droite. L'avion a ensuite percuté le sol à grande vitesse, avec son aile droite et son nez touchant le sol en premier, et un incendie s'est déclaré immédiatement après le crash, détruisant en grande partie l'appareil. Seule la partie arrière du fuselage a été épargnée par le feu.

## Enquête
L'enquête a révélé de graves erreurs commises par l'équipage dans les derniers instants du vol. La cause principale de l'accident est une violation flagrante de la procédure d'approche, notamment des erreurs de calcul concernant l'altitude à respecter pendant la phase d'approche, qui ont entraîné des lectures d'altitude incorrectes, conduisant à une descente prématurée sous l'altitude minimale de sécurité et la tentative, par les pilotes, d'effectuer une approche à vue sans avoir de repères visuels, en raison de l'épais brouillard. L'utilisation incorrecte du radioaltimètre par l'équipage a également été citée comme facteur contributif à cet accident.